# Coppa Vanderbilt 1937

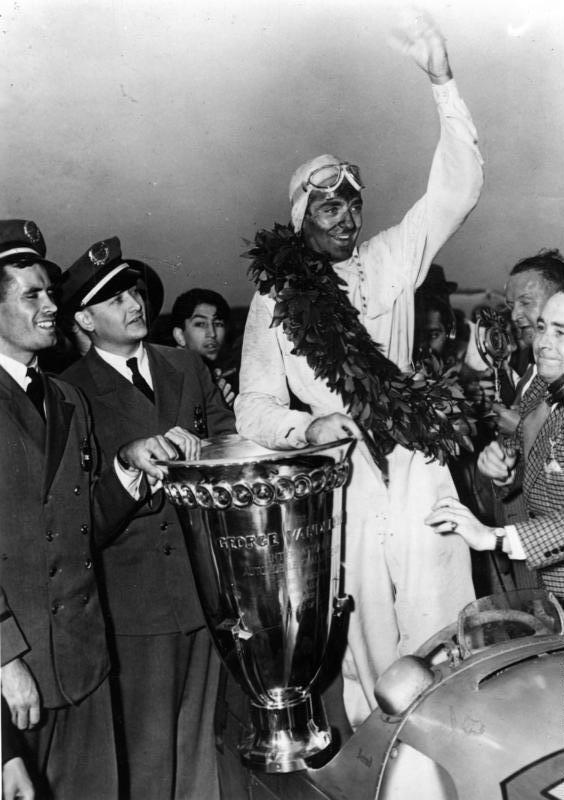
Bernd Rosemeyer, vincitore della gara

La Coppa Vanderbilt 1937 è stata la quattordicesima prova non valida per la stagione 1937 del Campionato europeo di automobilismo e tredicesima edizione della Coppa Vanderbilt, nonché seconda prova valida per il AAA Championship Car 1937 (campionato automobilistico americano).
La gara si è corsa il 5 luglio 1937 sul Roosevelt Raceway, ed è stata vinta dal tedesco Bernd Rosemeyer su Auto Union, al suo primo successo nella competizione; Rosemeyer ha preceduto all'arrivo il britannico Richard Seaman su Mercedes-Benz e lo statunitense Rex Mays su Alfa Romeo.

## Vigilia
Sia le squadre tedesche che la Scuderia Ferrari decisero di recarsi a New York per la Coppa Vanderbilt del 1937, dopo che gli organizzatori avevano promesso di spostare la gara dal 4 al 3 luglio in modo che ci fosse tutto il tempo per le squadre di prendere la nave a casa anche in caso di ritardo della gara a causa della pioggia. Poiché la gara si scontrava con il GP del Belgio, le squadre venivano divise, con due piloti di ogni squadra che partecipavano a ogni gara.
La Scuderia Ferrari è entrata nella SS Rex di Genova il 16 giugno e le squadre tedesche sono entrate nella SS. I novelli sposi Caracciola si sono uniti a Brema e il giorno successivo a Cherbourg. Dopo aver preso parte al GP di Milano, Nuvolari e Farina sono saliti a bordo della SS Normandie a Le Havre il 23 giugno. Sul transatlantico Nuvolari, che da poco aveva perso il padre, apprese la terribile notizia che il figlio maggiore Giorgio era morto.
Premi: Primo: $ 20.000; secondo, $ 10.000; terzo, $ 5.000; quarto, $ 3.500; quinto, $ 3.000; sesto, $ 2.200; settimo, $ 1.800; ottavo, $ 1.600; nono, $ 1.500; decimo, $ 1.400. Soldi di consolazione fuori dai primi dieci: $ 10.000.

### Elenco iscritti
| Scuderia          | Costruttore   | Telaio                 | Motore                             | Gomme | Nº            | Piloti             |
| ----------------- | ------------- | ---------------------- | ---------------------------------- | ----- | ------------- | ------------------ |
| T. B. Martin      | Maserati      | Maserati V8RI          | Maserati Compressore               |       | 1             | Mauri Rose         |
| H. C. Henning     | Boyle         | Boyle-Miller           | Boyle-Miller Compressore           |       | 2             | Jimmy Snyder       |
| H. Hartz          | Miller        | Wetteroth-Miller       | Wetteroth-Miller Compressore       |       | 3             | Ted Horn           |
| Auto Union AG     | Auto Union    | Auto Union C           | Auto Union 6.0L V16 Compressore    | C     | 4             | Bernd Rosemeyer    |
| Auto Union AG     | Auto Union    | Auto Union C           | Auto Union 6.0L V16 Compressore    | C     | 9             | Ernst von Delius   |
| Scuderia Ferrari  | Alfa Romeo    | Alfa Romeo 12C-36      | Alfa Romeo 4.1L V12 Compressore    | E     | 5             | Tazio Nuvolari     |
| Scuderia Ferrari  | Alfa Romeo    | Alfa Romeo 12C-36      | Alfa Romeo V12 Compressore         | E     | 10            | Nino Farina        |
| B. Winn           | Miller        | Summers-Miller         | Summers-Miller 4.2L Compressore    |       | 7             | Billy Winn         |
| Malmacaan Team    | Maserati      | Maserati V8RI          | Maserati Compressore               |       | 8             | Deacon Litz        |
| Daimler-Benz AG   | Mercedes-Benz | Mercedes-Benz W125     | Mercedes-Benz 5.7L I8 Compressore  | C     | 12            | Rudolf Caracciola  |
| Daimler-Benz AG   | Mercedes-Benz | Mercedes-Benz W125     | Mercedes-Benz 5.7L I8 Compressore  | C     | 15            | Richard Seaman     |
| B. White          | Alfa Romeo    | Alfa Romeo 8C-35       | Alfa Romeo 3.8L I8 Compressore     |       | 14            | Rex Mays           |
| Balmacaam Team    | Alfa Romeo    | Alfa Romeo Monza       | Alfa Romeo 2.6L I8 Compressore     |       | 16            | Eugen Bjørnstad    |
| J. Marks          | Miller        | Adams-Miller           | Adams-Miller Compressore           |       | 17            | George Connor      |
| J. Moore          | Miller        | Miller-Offenhauser     | Miller-Offenhauser Compressore     |       | 18            | Bill Cummings      |
| K. Petillo        | DeBaets       | DeBaets-Studebaker     | DeBaets-Studebaker Compressore     |       | 19            | Harry Lewis        |
| K. Petillo        | Offenhauser   | Wetteroth-Miller       | Wetteroth-Miller Compressore       | 25    | Kelly Petillo |                    |
| H. J. Topping     | Maserati      | Maserati V8RI          | Maserati Compressore               |       | 21            | Babe Stapp         |
| J. Thorne         | Alfa Romeo    | Alfa Romeo Tipo B/P3   | Alfa Romeo 2.9L I8 Compressore     |       | 22            | Joel Thorne        |
| Elgin PP Co.      | Miller        | Stevens-Brisko FD      | Stevens-Brisko FD Compressore      |       | 24            | Frank Brisko       |
| Gustav-Schumacher | Schumacher    | Schumacher-Cusick-Ford | Schumacher-Cusick-Ford Compressore |       | 27            | Al Cusick          |
| Bob Swanson       | Bugatti       | Bugatti                | Bugatti Compressore                |       | 28            | Bob Swanson        |
| C. Gardner        | Miller        | Duesenberg-Offenhauser | Duesenberg-Offenhauser Compressore |       | 31            | Chester Gardner    |
| P. Weirick        | Miller        | Miller                 | Miller Compressore                 |       | 33            | Frank Wearne       |
| William Cantlon   | Miller        | Miller                 | Miller Compressore                 |       | 34            | Shortly Cantlon    |
| F. Griswold       | Alfa Romeo    | Alfa Romeo             | Alfa Romeo Compressore             |       | 42            | Wern Oldenduff     |
| Fowler            |               |                        |                                    |       | 43            | Lucky Teter        |
| R. Householder    | Miller        | Stevens-Miller         | Stevens-Miller Compressore         |       | 44            | Ronnie Householder |
| Fiermonte-Rand    | Maserati      | Maserati V8RI          | Maserati Compressore               |       | 45            | Enzo Fiermonte     |
| Fiermonte-Rand    | Maserati      | Maserati V8RI          | Maserati Compressore               | 45    | Wilbur Shaw   |                    |
| Virgil Williams   | Williams      | Williams               | Williams Compressore               |       | 46            | John Moretti       |
| L. Kimmell        | Jumire        | Kimmel-Offenhauser     | Kimmel-Offenhauser Compressore     |       | 49            | Henry Banks        |
| L. Welch          | Rawhide       | Welch-Offenhauser      | Welch-Offenhauser 4.2L Compressore |       | 54            | Herb Ardinger      |
| B. Bradfon        | Duesenberg    | Duesenberg             | Duesenberg Compressore             |       | 63            | Benny Bradfon      |
| M. Marion         | Miller        | Miller                 | Miller Compressore                 |       | 65            | Milt Marion        |
| G. Watts          | Ambler        | Ambler                 | Ambler Compressore                 |       | 66            | Gus Zarka          |
| R. B. Lynch       | Ambler        | Ambler                 | Ambler Compressore                 |       | 67            | Ora Bean           |
| F. M. Gardner     | Packard       | Packard-Miller         | Packard-Miller 4.2L Compressore    |       | 72            | Russell Snowberger |

## Prove

### Resoconto
La pista era stata modificata rispetto allo scorso anno e resa più veloce. I piloti europei non hanno particolarmente apprezzato la pista, tuttavia, le curve nascoste rendevano difficile trovare i punti di frenata. Per qualche curioso motivo gli organizzatori americani avevano chiesto ai tedeschi di dipingere delle svastiche sulle loro auto.
La velocità di qualifica è stata presa come media per 10 giri con 3 tentativi consentiti. Caracciola è stato il più veloce nelle prove libere rispetto a Rosemeyer e al pilota californiano Rex Mays, che ha corso con un'Alfa Romeo 8 cilindri che era stata utilizzata come auto di scorta per il team Ferrari durante la gara del 1936. L'auto è stata pesantemente modificata e con un nuovo compressore più grande Mays si è rivelata più veloce delle auto a 12 cilindri da lavoro con disgusto del team Ferrari.
Prima della gara il team Mercedes-Benz ha deciso di passare al nuovo sistema di sovralimentazione con carburatore ad aspirazione su tutte le proprie vetture per migliorare la risposta del compressore ai regimi medi. Mercedes manterrebbe il nuovo sistema; andato per sempre era ora il tipico grido Mercedes-Benz del compressore a ventola che aveva riempito le gare dei GP dell'Eifelrennen 1934.

## Qualifiche

### Resoconto
La qualifica si è svolta prendendo in esame la velocità istantanea al traguardo. A segnare la pole position è Caracciola su Mercedes-Benz segnando la velocità di 85,850 mph, un miglio più veloce rispetto al connazionale Rosemeyer su Auto Union mentre Mays su Alfa Romeo chiude la prima fila. La seconda fila vede il britannico Seaman su Mercedes-Benz mentre chiudono la seconda fila le Alfa Romeo di Nuvolari e del compagno di squadra Farina.
La terza fila vede la prima Miller guidata da Winn, seguita dalla seconda Auto Union di Delius seguita dalla seconda Miller di Horn. Il resto della griglia vede qualificati Householder su Miller Stapp su Maserati, Horn su Miller, Petillo su Offenhauser, Snyder su Boyle, Thorne su Alfa Romeo, Rose su Maserati, Wearne su Miller, Cummings su Miller, Banks su Jumire, Bjørnstad su Alfa Romeo, Snowberger su Packard, Brisko su Miller, Gardner su Miller, Shaw su Maserati, Bean su Ambler, Zarka su Ambler e Marion su Miller. Chiudono la griglia Ardinger su Rawhide, Cusik e Schumacher e Lewis su DeBaets, quest'ultimo pilota sostitutivo di Fieramonte il quale si ritirò dopo la qualifica.

### Risultati
Nella sessione di qualifica si è avuta questa situazione:
| Pos | Nº | Pilota             | Costruttore   | Velocità   | Griglia |
| --- | -- | ------------------ | ------------- | ---------- | ------- |
| 1   | 12 | Rudolf Caracciola  | Mercedes-Benz | 85,850 mph | 1       |
| 2   | 4  | Bernd Rosemeyer    | Auto Union    | 84,370 mph | 2       |
| 3   | 14 | Rex Mays           | Alfa Romeo    | 84,054 mph | 3       |
| 4   | 15 | Richard Seaman     | Mercedes-Benz | 83,172 mph | 4       |
| 5   | 5  | Tazio Nuvolari     | Alfa Romeo    | 83,048 mph | 5       |
| 6   | 10 | Nino Farina        | Alfa Romeo    | 82,375 mph | 6       |
| 7   | 7  | Billy Winn         | Miller        | 82,062 mph | 7       |
| 8   | 9  | Ernst von Delius   | Auto Union    | 81,817 mph | 8       |
| 9   | 3  | Ted Horn           | Miller        | 81,461 mph | 9       |
| 10  | 44 | Ronnie Householder | Miller        | 80,644 mph | 10      |
| 11  | 21 | Babe Stapp         | Maserati      | 79,800 mph | 11      |
| 12  | 17 | George Connor      | Miller        | 79,255 mph | 12      |
| 13  | 25 | Kelly Petillo      | Offenhauser   | 79,074 mph | 13      |
| 14  | 2  | Jimmy Snyder       | Boyle         | 78,052 mph | 14      |
| 15  | 22 | Joel Thorne        | Alfa Romeo    | 77,636 mph | 15      |
| 16  | 1  | Mauri Rose         | Maserati      | 77,607 mph | 16      |
| 17  | 33 | Frank Wearne       | Miller        | 77,483 mph | 17      |
| 18  | 18 | Bill Cummings      | Miller        | 77,470 mph | 18      |
| 19  | 49 | Henry Banks        | Jumire        | 77,279 mph | 19      |
| 20  | 16 | Eugen Bjørnstad    | Alfa Romeo    | 77,154 mph | 20      |
| 21  | 72 | Russell Snowberger | Packard       | 76,557 mph | 21      |
| 22  | 24 | Frank Brisko       | Miller        | 75,884 mph | 22      |
| 23  | 31 | Chet Gardner       | Miller        | 75,606 mph | 23      |
| 24  | 45 | Wilbur Shaw        | Maserati      | 75,034 mph | 24      |
| 25  | 67 | Ora Bean           | Ambler        | 73,430 mph | 25      |
| 26  | 66 | Gus Zarka          | Ambler        | 75,344 mph | 26      |
| 27  | 65 | Milt Marion        | Miller        | 73,123 mph | 27      |
| 28  | 54 | Herb Ardinger      | Rawhide       | 72,378 mph | 28      |
| 29  | 27 | Al Cusick          | Schumacher    | 69,348 mph | 29      |
| 30  | 19 | Harry Lewis        | DeBeats       | 69,300 mph | 30      |
| NQ  | 42 | Wern Oldenduff     | Alfa Romeo    | -          | -       |
| NQ  | 63 | Benny Bradfon      | Duesenberg    | -          | -       |

## Gara

### Griglia di partenza
Posizionamento dei piloti alla partenza della gara.
| Prima fila   | 1 Pos.                          | 2 Pos.                      | 3 Pos.                     |
| ------------ | ------------------------------- | --------------------------- | -------------------------- |
|              | Rudolf Caracciola Mercedes-Benz | Bernd Rosemeyer Auto Union  | Rex Mays Alfa Romeo        |
| Seconda fila | 4 Pos.                          | 5 Pos.                      | 6 Pos.                     |
|              | Richard Seaman Mercedes-Benz    | Tazio Nuvolari Alfa Romeo   | Nino Farina Alfa Romeo     |
| Terza fila   | 7 Pos.                          | 8 Pos.                      | 9 Pos.                     |
|              | Billy Winn Miller               | Ernst von Delius Auto Union | Ted Horn Miller            |
| Quarta fila  | 10 Pos.                         | 11 Pos.                     | 12 Pos.                    |
|              | Ronnie Householder Miller       | Babe Stapp Maserati         | George Connor Miller       |
| Quinta fila  | 13 Pos.                         | 14 Pos.                     | 15 Pos.                    |
|              | Kelly Petillo Offenhauser       | Jimmy Snyder Boyle          | Joel Thorne Alfa Romeo     |
| Sesta fila   | 16 Pos.                         | 17 Pos.                     | 18 Pos.                    |
|              | Mauri Rose Maserati             | Frank Wearne Miller         | Bill Cummings Miller       |
| Settima fila | 19 Pos.                         | 20 Pos.                     | 21 Pos.                    |
|              | Henry Banks Jumire              | Eugen Bjørnstad Alfa Romeo  | Russell Snowberger Packard |
| Ottava fila  | 22 Pos.                         | 23 Pos.                     | 24 Pos.                    |
|              | Frank Brisko Miller             | Chet Gardner Miller         | Wilbur Shaw Maserati       |
| Nona fila    | 25 Pos.                         | 26 Pos.                     | 27 Pos.                    |
|              | Ora Bean Ambler                 | Gus Zarka Ambler            | Milt Marion Miller         |
| Decima fila  | 28 Pos.                         | 29 Pos.                     | 30 Pos.                    |
|              | Herb Ardinger Rawhide           | Al Cusick Schumacher        | Harry Lewis DeBeats        |

### Resoconto
Sabato alle 13:30 quando le vetture erano già in fila per la partenza ha iniziato a piovere. La gara è stata immediatamente rinviata a lunedì.
Lunedì 5 alle 14 80.000 spettatori hanno finalmente visto Ralph de Palma sventolare la bandiera. Rosemeyer tira forte a sinistra la sua Auto Union e prende la prima curva davanti a Caracciola e Mays. Seguono poi Nuvolari, Seaman e Farina. Al secondo giro Seaman è passato in quarta posizione e al giro successivo Caracciola ha preso il comando e ha aperto un vantaggio di 6 secondi. L'americano Billy Winn stava facendo un ottimo lavoro avendo superato Farina e Nuvolari e stava lottando con Seaman per il quarto posto prima di dover ripiegare per problemi meccanici. All'11º giro è stato Rosemeyer a prendere il comando, lui e Caracciola che hanno lottato duramente e staccato dagli altri. Mays era ancora terzo ora seguito da Nuvolari, che dopotutto aveva deciso di partire. Nuvolari stava guidando a fondo come al solito, avendo già superato Seaman. Gli sforzi di Nuvolari si sono conclusi al 16º giro quando il motore non reggeva più il passo e lanciava un'asta.
Caracciola è stato il successivo a ritirarsi per un guasto al compressore al 22º giro.
Al giro 38 Rosemeyer ha effettuato un pitstop di 35 secondi per carburante e pneumatici, Seaman ora è il nuovo leader con 30 secondi. Anche Mays si è fermato per 78 secondi e al 40º giro Farina è entrato e ha ceduto la sua vettura a Nuvolari.
Rosemeyer ha preso il comando di Seaman e ha catturato la Mercedes proprio mentre Seaman si fermava ai box per la sua sosta al giro 46. L'ordine dopo i pitstop era: Rosemeyer, Seaman, Mays, von Delius, Nuvolari, Winn e Horn.
Nuvolari era in ottima forma, superando von Delius e poi sfidando e superando Mays. Ma al giro 50 il Mantovano Volante era rientrato ai box dopo aver distrutto il suo secondo motore di giornata e restituito l'Alfa a Farina, che zoppicava finendo quinto dopo aver dovuto fare un pitstop extra al giro 70.
Verso la fine Seaman si stava rapidamente avvicinando a Rosemeyer, ma poi la Mercedes ha finito il carburante e Seaman ha dovuto fare una sosta non programmata a un giro dal traguardo, lasciando Rosemeyer alla vittoria di 50 secondi.
Dopo essere stato promosso SS-Obersturmführer per la sua vittoria all'Eifelrennen 1936, Rosemeyer è stato ora promosso SS-Hauptsturmführer (Capitano).

### Risultati
Risultati finali della gara.
| Pos | Nº | Pilota                            | Costruttore       | Giri | Tempo/Ritiro              | Griglia |
| --- | -- | --------------------------------- | ----------------- | ---- | ------------------------- | ------- |
| 1   | 4  | Bernd Rosemeyer                   | Auto Union        | 90   | 3h38'00"75                | 2       |
| 2   | 15 | Richard Seaman                    | Mercedes-Benz     | 90   | +51"03                    | 4       |
| 3   | 14 | Rex Mays                          | Alfa Romeo        | 90   | +6'35"07                  | 3       |
| 4   | 9  | Ernst von Delius                  | Auto Union        | 90   | +10'08"75                 | 8       |
| 5   | 10 | Nino Farina Tazio Nuvolari        | Alfa Romeo        | 90   | +13'29"00                 | 6       |
| 6   | 22 | Joel Thorne                       | Alfa Romeo        | 90   | +21'55"35                 | 15      |
| 7   | 18 | Bill Cummings                     | Miller            | 90   | +24'53"55                 | 18      |
| 8   | 72 | Russell Snowberger Kenneth Fowler | Packard           | 90   | +25'46"65                 | 10      |
| 9   | 45 | Wilbur Shaw                       | Maserati          | 90   | +26'02"67                 | 24      |
| 10  | 54 | Herb Ardinger                     | Rawhide           | 90   | +39'17"68                 | 28      |
| 11  | 33 | Frank Wearne                      | Miller            | 90   | +41'18"67                 | 17      |
| 12  | 31 | Chet Gardner                      | Miller            | 90   | +43'59"62                 | 23      |
| 13  | 24 | Frank Brisko                      | Miller            | 87   | +3 giri                   | 22      |
| 14  | 65 | Milt Marion                       | Miller            | 78   | +12 giri                  | 27      |
| Rit | 1  | Mauri Rose                        | Maserati          | 85   | Giunto universale         | 16      |
| Rit | 16 | Eugen Bjørnstad                   | Alfa Romeo        | 60   | Trasmissione              | 20      |
| Rit | 3  | Ted Horn                          | Miller            | 59   | Trasmissione              | 9       |
| Rit | 17 | George Connor                     | Miller            | 55   | Trasmissione              | 12      |
| Rit | 67 | Ora Bean                          | Ambler            | 42   | Bulloni del volano        | 25      |
| Rit | 25 | Kelly Petillo                     | Offenhauser       | 39   | Pignone del cuscinetto    | 13      |
| Rit | 2  | Jimmy Snyder                      | Boyle             | 39   | Leva del cambio           | 14      |
| Rit | 19 | Harry Lewis                       | DeBeats           | 25   | Accoppiamento magneto     | 30      |
| Rit | 49 | Henry Banks                       | Jumire            | 24   | Asse posteriore           | 19      |
| Rit | 12 | Rudolf Caracciola                 | Mercedes-Benz     | 17   | Turbocompressore          | 1       |
| Rit | 5  | Tazio Nuvolari                    | Alfa Romeo        | 16   | Biella                    | 5       |
| Rit | 27 | Al Cusick                         | Gustav-Schumacher | 11   | Mozzo posteriore sinistro | 29      |
| Rit | 21 | Babe Stapp                        | Maserati          | 8    | Pistone                   | 11      |
| Rit | 44 | Ronnie Householder                | Miller            | 8    | Tubo dell'olio            | 11      |
| Rit | 7  | Billy Winn                        | Miller            | 8    | Trasmissione              | 7       |
| Rit | 66 | Gus Zarka                         | Ambler            | 2    | Biella                    | 26      |
| NP  | 45 | Enzo Fiermonte                    | Maserati          | 0    | Mancanza di esperienza    | -       |
| NA  | 8  | Deacon Litz                       | Maserati          | 0    | Non è arrivato            | -       |
| NA  | 28 | Bob Swanson                       | Bugatti           | 0    | Non è arrivato            | -       |
| NA  | 34 | Shortly Cantlon                   | Miller            | 0    | Non è arrivato            | -       |
| NA  | 43 | Lucky Teter                       |                   | 0    | Non è arrivato            | -       |
| NA  | 46 | John Moretti                      | Williams          | 0    | Non è arrivato            | -       |